# Wiktorija Schaimardanowa
Wiktorija Jurijiwna Schaimardanowa (ukrainisch Вікторія Юріївна Шаймарданова; * 17. Dezember 1973) ist eine ehemalige ukrainische Gewichtheberin.

## Karriere
Schaimardanowa erreichte bei den Europameisterschaften 1997 in der Klasse bis 76 kg den fünften Platz. 1998 war sie sowohl bei den Europameisterschaften als auch bei den Weltmeisterschaften in der Klasse über 75 kg Achte. Bei den Europameisterschaften 1999 wurde sie Sechste und bei den Weltmeisterschaften 1999 Neunte. 2000 erreichte sie bei den Europameisterschaften den vierten Platz. Bei den Europameisterschaften 2001 konnte sie die Bronzemedaille gewinnen.
2002 war Schaimardanowa bei den Europameisterschaften Fünfte und bei den Weltmeisterschaften Siebte. Bei den Weltmeisterschaften 2003 wurde sie Achte. 2004 gewann sie bei den Europameisterschaften Silber und erreichte bei den Olympischen Spielen in Athen den fünften Platz. Bei den Europameisterschaften 2005 konnte sie den Titel gewinnen. Im selben Jahr wurde sie allerdings wegen eines Dopingverstoßes bis 2007 gesperrt.